# Stenalcidia
Stenalcidia är ett släkte av fjärilar. Stenalcidia ingår i familjen mätare.

## Dottertaxa tillStenalcidia, i alfabetisk ordning[1]
- Stenalcidia addendaria
- Stenalcidia atristrigaria
- Stenalcidia biniola
- Stenalcidia binotata
- Stenalcidia brotes
- Stenalcidia cariaria
- Stenalcidia castaneata
- Stenalcidia celosoides
- Stenalcidia cervinifusa
- Stenalcidia circumfumata
- Stenalcidia collecta
- Stenalcidia congruata
- Stenalcidia constipata
- Stenalcidia contempta
- Stenalcidia conveniens
- Stenalcidia cretaria
- Stenalcidia curvifera
- Stenalcidia defimaria
- Stenalcidia delgada
- Stenalcidia despecta
- Stenalcidia detractaria
- Stenalcidia differens
- Stenalcidia dimidiaria
- Stenalcidia dukinfeldia
- Stenalcidia elongaria
- Stenalcidia erosiata
- Stenalcidia farinosa
- Stenalcidia fraudulentaria
- Stenalcidia frugaliaria
- Stenalcidia fumibrunnea
- Stenalcidia fusca
- Stenalcidia gofa
- Stenalcidia grisea
- Stenalcidia guttata
- Stenalcidia hormonica
- Stenalcidia illaevigata
- Stenalcidia illineata
- Stenalcidia inclinataria
- Stenalcidia invenusta
- Stenalcidia junctilinea
- Stenalcidia lacra
- Stenalcidia latimedia
- Stenalcidia martena
- Stenalcidia mergiata
- Stenalcidia micaya
- Stenalcidia nigrilineata
- Stenalcidia nitens
- Stenalcidia nitidaria
- Stenalcidia ocularia
- Stenalcidia odysiata
- Stenalcidia pallida
- Stenalcidia pampinaria
- Stenalcidia pergriseata
- Stenalcidia perspectata
- Stenalcidia perstrigata
- Stenalcidia piperacea
- Stenalcidia plenaria
- Stenalcidia plexilinea
- Stenalcidia plumosa
- Stenalcidia praeparata
- Stenalcidia pseudocculta
- Stenalcidia psilogrammaria
- Stenalcidia pulverosa
- Stenalcidia quisquilaria
- Stenalcidia robusta
- Stenalcidia roccaria
- Stenalcidia rotunda
- Stenalcidia rubiferaria
- Stenalcidia sanguistellata
- Stenalcidia sincera
- Stenalcidia spilosata
- Stenalcidia stygia
- Stenalcidia tristaria
- Stenalcidia udeisata
- Stenalcidia unidentifera
- Stenalcidia vacillaria
- Stenalcidia warreni
- Stenalcidia viridigrisea